# Estery kyseliny uhličité

Obecný vzorec esteru kyseliny uhličité

Estery kyseliny uhličité, také nazývané karbonáty nebo organouhličitany jsou estery odvozené od kyseliny uhličité. Jejich molekuly obsahují karbonylovou skupinu spojenou s dvěma alkoxyskupinami. Obecný vzorec těchto sloučenin je R1OC(=O)OR2; jsou podobné esterům karboxylových kyselin R1OC(=O)R, etherům R1OR2 a také anorganickým uhličitanům.
Monomery polykarbonátů se do polymerních řetězců spojují přes karbonátové skupiny. Polykarbonáty se používají na výrobu kompaktních disků, neprůstřelného skla a čoček brýlí. Nižší uhličitanové estery, například dimethylkarbonát, ethylenkarbonát a propylenkarbonát, se používají jako rozpouštědla, dimethylkarbonát také jako alkylační činidlo.

## Struktura

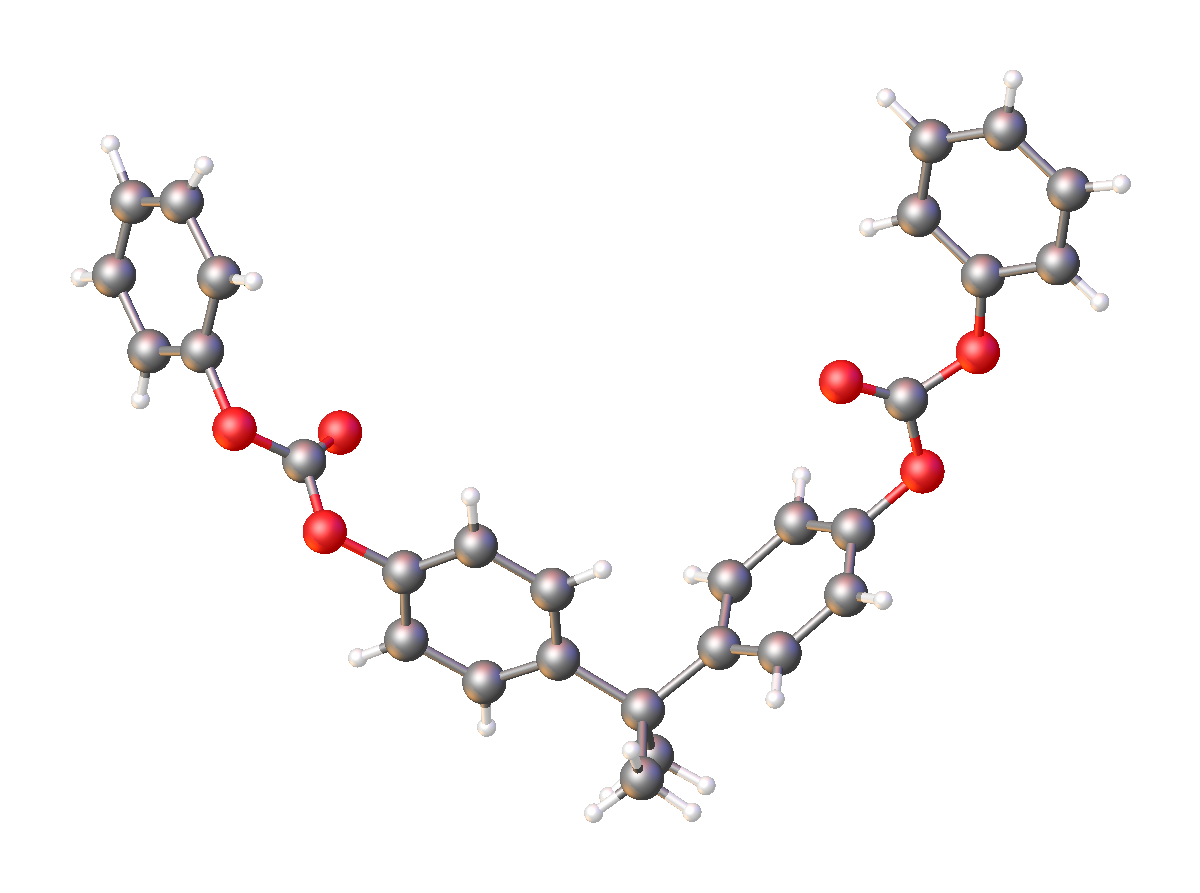
Strukturní vzorec esteru kyseliny uhličité (C_{6}H_{5}OC(O)OC_{6}H_{4})_{2}C(CH_{3})_{2} odvozeného od bisfenolu A a dvou ekvivalentů fenolu

Molekuly uhličitanových esterů obsahují rovinné skupiny OC(OC)2. Vazby C=O jsou poměrně krátké (ve výše uvedeném příkladě mají délku 117,3 pm), zatímco vazby C-O jsou o něco delší (v uvedeném příkladě mají délku 132,6 pm).
Podle struktury hlavního řetězce lze uhličitanové estery rozdělit do tří skupin, na acyklické, cyklické a polymerní; nejčastěji se vyskytují acyklické organouhličitany. Jsou známy uhličitanové estery s aromatickými i alifatickými substituenty.
Uhličitanové skupiny mohou být propojeny můstky tvořenými dvěma nebo třemi atomy uhlíku v cyklické molekuly, jako je ethylenkarbonát a trimethylenkarbonát. Na uhlíkový můstek mohou být navázány substituenty, například CH3 u propylenkarbonátu. Koncová alkylová nebo arylová skupina může být propojena s jinou rovněž alifatickou či aromatickou bifunkční skupinou.
Existují také polymerní karbonáty, například poly(propylenkarbonát) a poly(bisfenol A-karbonát).

## Výroba a příprava
Organouhličitany se nezískávají z anorganických uhličitanů.
Jedním ze způsobů výroby je reakce alkoholu nebo fenolu s fosgenem (fosgenace), druhým reakce s oxidem uhelnatým za přítomnosti oxidačního činidla (oxidační karbonylace). Některé estery kyseliny uhličité se připravují transesterifikací.
Teoreticky by bylo možné získávat estery kyseliny uhličité reakcí alkoholu s oxidem uhličitým, tento postup je ovšem termodynamicky nevýhodný.
K odstraňování vody z reakční směsi a navýšení výnosnosti lze použít selektivní membránu.

Dimethylkarbonát, příklad acyklického esteru kyseliny uhličité
Difenylkarbonát, další acyklický karbonát
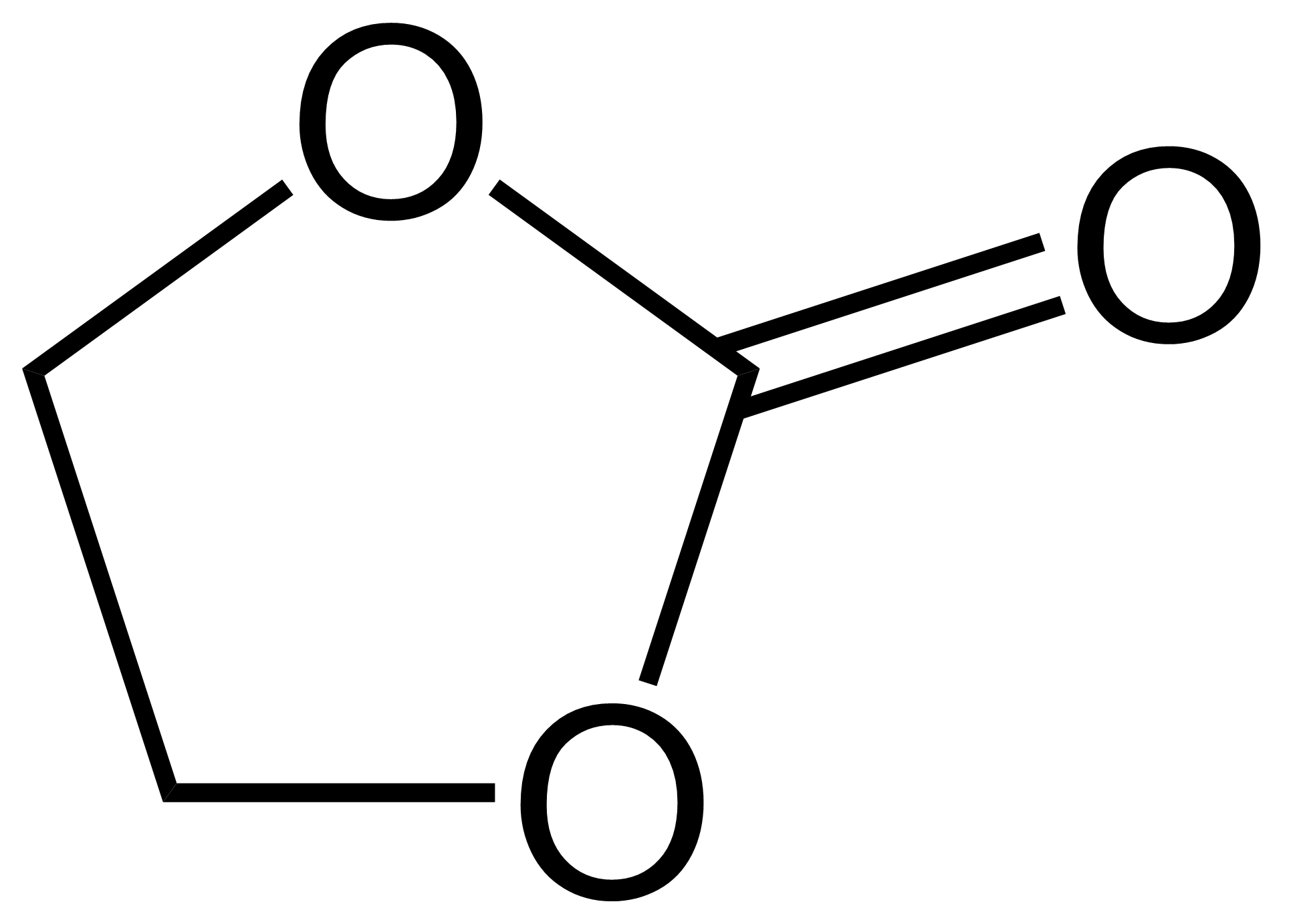
Ethylenkarbonát, cyklický karbonát
Trimethylenkarbonát, další cyklický karbonát
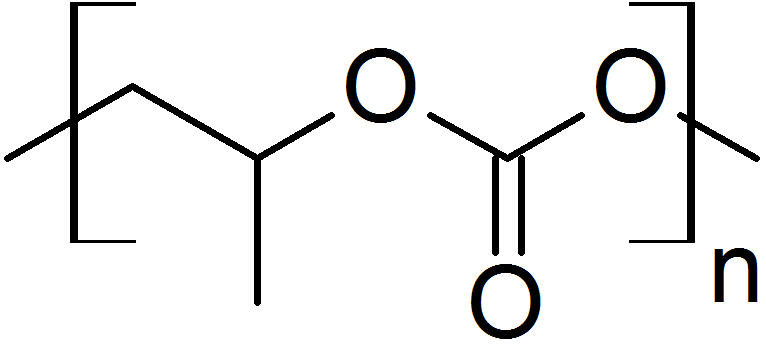
Poly(propylenkarbonát)
Poly(bisfenol A-karbonát)]

### Fosgenace
Alkoholy a fenoly reagují s fosgenem za vzniku esterů kyseliny uhličité podle následující obecné rovnice:
2 ROH + COCl2 → ROC(O)OR + 2 HCl
Reakce má vysokou výtěžnost; tímto způsobem se vyrábějí polykarbonáty odvozené od bisfenolu A. Používá se však při ní jedovatý fosgen a k neutralizaci vznikající kyseliny chlorovodíkové jsou nutná stechiometrická množství zásad (například pyridinu). Meziprodukty zde jsou chlormravenčany, které se místo reakce s dalším ekvivalentem alkoholu disproporcionují, přičemž se tvoří požadované estery.
C6H5OH + COCl2 → C6H5OC(O)Cl + HCl
2 C6H5OC(O)Cl → C6H5OC(O)OC6H5 + COCl2
Souhrnná rovnice reakce vypadá takto:
2 C6H5OH + COCl2 → C6H5OC(O)OC6H5 + 2 HCl

### Oxidační karbonylace
Dalčí možností výroby esterů kyseliny uhličité je oxidační karbonylace. Její výhodou je, že není třeba používat fosgen. Reakce probíhá za přítomnosti katalyzátorů obsahujících měď; například dimethylkarbonát zde vzniká podle této rovnice:
4 CH3OH + CO + O2 → 2 CH3OC(O)OCH3 + 2 H2O
Podobně, ovšem s použitím palladnatých katalyzátorů, se také vyrábí difenylkarbonát. Při reakci je nutné použít kokatalyzátor, který zpětně zoxiduje palladium zredukované z oxidačního čísla 0 na II. Při průmyslové výrobě je katalyzátorem acetylacetonát manganitý.

### Reakce oxidu uhelnatého sepoxidy
Reakcí oxidu uhelnatého s epoxidy se vyrábí karbonáty obsahující pětičlenné cykly. V roce 2010 se takto vyrobilo kolem 100 000 tun cyklických karbonátů. Reakcemi ethylenoxidu a propylenoxidu s oxidem uhličitým za použití vhodného katalyzátoru se poměrně snadno tvoří příslušné ethylen- a propylenkarbonáty.
C2H4O + CO2 → C2H4O2CO
Bylo zkoumáno několik katalyzátorů takových reakcí, stejně jako možnosti přípravy cyklických karbonátů bez použití epoxidů.

### Transesterifikace
Estery kyseliny uhličité lze přeměnit na jiné transesterifikací. Nukleofilnější alkohol přitom v molekule esteru nahrazuje méně nukleofilní, například alifatické alkoholy způsobují vytěsnění fenolů. Pokud je odcházející alkohol těkavý, tak lze rovnováhu reakce posunout destilací.

### Reakce močoviny s alkoholy
Dimethylkarbonát lze připravit reakcí methanolu s močovinou; vznikající amoniak lze použít znovu, jelikož zde funguje jako katalyzátor. Vedlejšími produkty jsou methyl- a N-methylkarbamát. Tento proces je oproti ostatním příliš nákladný na průmyslové využití.

## Použití
Estery kyseliny uhličité se používají jako polární rozpouštědla, která zůstávají kapalná ve velkém rozsahu teplot, například propylenkarbonát taje při −55 °C a vře při 240 °C. Dalšími výhodami jsou nízká toxicita pro životní prostředí a dobrá biologická rozložitelnost.
Estery kyseliny uhličité se jako rozpouštědla používají například v lithium-iontových akumulátorech, kde díky své značné polaritě rozpouštějí lithné soli. Vysokou viskozitu lze vyřešit například použitím směsi dimethylkarbonátu, diethylkarbonátu a dimethoxyethanu.
Cyklické karbonáty lze použít na výrobu polymerů.